# Концерт для фортепіано з оркестром № 4 (Рахманінов)
Концерт для фортепіано з оркестром № 4 соль мінор, Op. 40 Сергія Рахманінова написаний 1926 року. Вперше виконаний у Філадельфії 18 березня 1927 року автором з філадельфійським оркестром під орудою Стоковського. Пізніше автор зробив ще дві версії концерту — 1928 року та 1941 року. Концерт присвячений Миколі Метнеру, який в свою чергу присвятив Рахманінову свій Другий фортепіанний концерт.

## Структура
Концерт написано в трьох частинах:
1. Allegro Vivace (соль мінор)
2. Largo (до мажор)
3. Allegro Vivace (соль мажор)